# Sanktuarium San Francesco da Paola w Genui
Sanktuarium San Francesco da Paola (pol. sanktuarium św. Franciszka z Paoli) – rzymskokatolicki kościół w Genui w dzielnicy San Teodoro. Jest położony na terenie parafii San Rocco Sopra Principe. 
Nosi wezwanie św. Franciszka z Paoli, patrona ludzi morza. W 1930 roku podniesiony do godności bazyliki mniejszej.

## Historia
Początki kościoła związane są ze Franciszkiem z Paoli, który podczas podróży do Francji na zaproszenie króla Ludwika XII, przejeżdżał przez Genuę goszcząc u księcia Dorii. Gdy zobaczył wzgórze, na którym obecnie wznosi się sanktuarium, przepowiedział zbudowanie na nim kościoła pod wezwaniem Jezusa i Maryi. Według zachowanego aktu notarialnego z 22 października 1478 roku Ludovico Centurione zakupił z rąk Martina della Chiavica jego posiadłość i przekazał braciom minimitom. Jednak pierwotny kościół nie zachował się. Obecny zawdzięcza swoje powstanie fundacjom rodów genueńskich, w tym Doriom, Spinolom i Balbim. W XVII wieku księżna Veronica Spinola sfinansowała renowację kościoła i rozbudowę klasztoru do jego obecnej postaci. Klasztor z czasem przekształcił się w szkołę publiczną o profilu filozoficzno-teologiczno-literackim.
14 maja 1930 roku papież Pius XI nadał kościołowi tytuł bazyliki mniejszej.
27 marca 1943 roku papież Pius XII ogłosił św. Franciszka z Paoli patronem ludzi morza. W przedsionku kościoła urządzono izbę pamięci, na ścianach której zawieszono wota dziękczynne, ofiarowywane przez wiernych św. Franciszkowi w ciągu 6 wieków istnienia kościoła. 7 maja każdego roku obchodzone jest w Genui święto św. Franciszka z Paoli; sprawowana jest z tej z okazji uroczysta msza, po której następuje błogosławienie morza.

## Architektura
Sanktuarium św. Franciszka wznosi się na wzgórzu zwanym Caldetto, 132 m n.p.m.. Przed nim znajduje się niewielki, porośnięty zielenią plac, z którego rozciąga się panoramiczny widok na miasto i port w Genui. Świątynia na zewnątrz nie posiada dekoracji, jej wnętrze natomiast, podzielone 14 kolumnami na 3 nawy, zdobią detale z  polichromowanego marmuru. Sklepienia pokrywają freski znanych malarzy. W nawie głównej znajdują się obrazy przedstawiające Franciszka z Paoli uzdrawiającego trędowatych. Obrazy w ołtarzach z prawej strony przedstawiają kolejno: Św. Jana Chrzciciela, Komunię św. Hieronima, Sen św. Józefa i Św. Franciszka z Paoli. Obraz w trzecim ołtarzu po lewej stronie przedstawia Św. Augustyna. Posadzka kościoła składa się głównie z płyt nagrobnych miejscowych osobistości, między innymi: księżnej Veroniki Spinoli, arcybiskupa Nicolò Spinoli, markiza G. B, Lomelliniego i admirała Luigiego Serry.